# Bilha
Bilha (hebräisch בִּלְהָה „Furchtsamkeit“; englisch Bilhah) ist eine Frau aus der Bibel, die zu den Mägden im Haushalt des Laban gehörte. Sie hatte eine Halbschwester namens Silpa, die ebenfalls Magd war.

## Geschichte
Bilha hatte mit ihrem Herrn Jakob auf Wunsch seiner Frau Rachel zwei Söhne: Dan und Naftali.
Laban gab Bilha seiner Tochter Rachel zur Magd, als Rachel Jakob heiratete (Genesis 29,29 ). Doch Rachel bekam zunächst keine Kinder. Nach einem Streit mit ihrem Mann sagte Rachel: „Da ist meine Magd Bilha. Geh zu ihr! Sie soll auf meine Knie gebären, dann komme auch ich durch sie zu Kindern“ (Genesis 30,3 ).
In einer ähnlichen Konstellation hatte Silpa mit Jakob die Söhne Gad („Glück“) und Ascher („Glückskind“), zwei der Stammväter der Zwölf Stämme Israels.

## Filmische Verarbeitung
In der dystopischen US-amerikanischen Drama-Fernsehserie The Handmaid's Tale – Der Report der Magd wird Bilha als zentrales Motiv der Handlung aufgegriffen und ihre Geschichte regelmäßig zitiert.